# Masao Nozawa
Masao Nozawa (野澤 正雄, Nozawa Masao) was een Japans voetballer die als middenvelder speelde.

## Japans voetbalelftal
Masao Nozawa maakte op 25 mei 1930 zijn debuut in het Japans voetbalelftal tijdens een Spelen van het Verre Oosten tegen Filipijnen. Masao Nozawa debuteerde in 1930 in het Japans nationaal elftal en speelde 2 interlands.

## Statistieken
| Japans voetbalelftal | Japans voetbalelftal | Japans voetbalelftal |
| Jaar                 | Wed.                 | Dlp.                 |
| -------------------- | -------------------- | -------------------- |
| 1930                 | 2                    | 0                    |
| Totaal               | 2                    | 0                    |